# Pokémon Trading Card Game (videojuego)
Pokémon Trading Card Game (ポケモンカード GB Pokemon Kādo Jī Bī?) es una adaptación del juego de cartas de Pokémon a un videojuego. Fue desarrollado por Hudson Soft y distribuido por Nintendo, el juego incluye los tres mazos principales de cartas del juego de cartas de Wizards of the Coast y cartas exclusivas que no existen en el juego. Está disponible para su descarga desde la consola virtual de Nintendo 3DS y como parte de la suscripción de Nintendo Switch Online.

## Desarrollo del juego
El juego se desarrolla de una forma parecida a la de los juegos de Pokémon, donde nuestro personaje debe interactuar con otros personajes usando un mazo de 60 cartas coleccionables. Durante el juego, el personaje principal deberá derrotar a los 8 líderes de los gimnasios, cada uno con un mazo de los tipos que existen, para al final enfrentarse a los 4 Grandes maestros, que al ser derrotados permitirán al jugador recibir 4 cartas especiales. Existen 266 cartas, y tres mazos iniciales como los 3 Pokemon iniciales del juego. Encontraremos hasta 8 tipos de energía básica: Lucha, Fuego, Planta (Hierba), Eléctrico, Psíquico y Agua.
Al comienzo de cada combate cada jugador usará su propio mazo de cartas, eligiendo de este siete cartas y cogiendo en cada turno una carta adicional. Existen 3 tres tipos de cartas:
- Cartas Pokémon: Con las características de cada Pokémon (ataque, energía, tipo). Realizan los ataques contra los Pokémon del rival para quitarles energía.

- Cartas de Energía: Se usan junto a las cartas Pokémon y añade ataques más poderosos para pokemon en juego.

- Cartas de Entrenador: Sirven para recuperar la vida de los pokemon dañados, hacerlos evolucionar o transformarles en otros Pokémon, intercambiar el Pokémon que está luchando por otro distinto. No podrán usarse si se han usado sobre ese Pokémon un determinado número de cartas de Energía, o que el Pokémon este paralizado, dormido o congelado.

- Entrenadores: Al realizarse su efecto, se descartan normalmente.

- Partidarios: Asistentes del Pokemón activo, Se mantienen al lado de este hasta el final de tu turno.

- Herramientas

- Máquina técnica (MT)

- Estadios: cambian las condiciones del combate, y se mantienen hasta que otro Estadio diferente entre en juego.

Con estos ataques, el jugador debe restar energía al Pokemon rival. al llegar al límite, tendrá que cambiar de Pokémon, y el jugador podrá quitarle una carta de premio. Cuando el rival se queda sin premios, cartas Pokémon que poder usar o cartas en el mazo del que va robando, se vence el combate.

## Recepción
El juego ha recibido críticas favorables, con una puntuación promedio de 81.25% basado en 13 reseñas.

## Sitios web relacionados
- Sitio oficial (en japonés)